# جغرافيا ألمانيا
ألمانيا (بالألمانية: Deutschland، وتلفظ دويتشلاند)، هي دولة أوروبية تقع في وسط وغرب القارة، تمتد من جبال الألب عبر سهل شمال أوروبا إلى بحر الشمال وبحر البلطيق. وهي ثاني أكبر دولة في أوروبا من حيث عدد السكان بعد روسيا، وسابع أكبر دولة من حيث المساحة في القارة. تحتل مساحة ألمانيا المرتبة 63 وتغطي مساحة 357,021 كيلومتر مربع تتألف من 349,223 كيلومتر مربع من الأرض و7,798 كيلومتر مربع من المياه، وهي أصغر من اليابان ولكنها أكبر من جمهورية الكونغو.
تشمل تضاريس ألمانيا ارتفاعات متنوعة، يتراوح الارتفاع من جبال الألب (أعلى نقطة فيها هي تسوغشبيتسه على ارتفاع 2962 مترًا في الجنوب إلى شواطئ بحر الشمال (نوردسي) في الشمال الغربي وبحر البلطيق (أوستسي) في الشمال الشرقي، وما بينهما تقع المرتفعات الحرجية في وسط ألمانيا والأراضي المنخفضة في شمال ألمانيا (أدنى نقطة فيها هي نويندوف-ساكسين بانده على ارتفاع 3.54 متر تحت مستوى سطح البحر)، والتي تعبرها بعض الأنهار الرئيسية في أوروبا مثل نهر الراين والدانوب ونهر إلبه.
ألمانيا لديها ثاني أطول حدود من أي دولة أوروبية بعد روسيا. تشترك في الحدود مع تسع دول هي: الدنمارك في الشمال، وبولندا وجمهورية التشيك في الشرق، وسويسرا (جارتها الوحيدة من خارج الاتحاد الأوروبي) والنمسا في الجنوب، وفرنسا في الجنوب الغربي، وبلجيكا، ولوكسمبورغ وهولندا في الغرب. تشترك ألمانيا أيضًا في حدود بحرية مع السويد في الشمال والمملكة المتحدة في الشمال الغربي.

## الموقع
ألمانيا هي دولة أوروبية تقع في وسط أوروبا في النصف الشمالي للكرة الأرضية والشرقي منها، وإحداثياتها 51 00 N, 9 00 E. تغطي ألمانيا مساحة إجمالية 357,021 كم مربع، المساحة البرية 349,223 و البحرية 7,798. وعندما تقارن مساحتها بالولايات المتحدة فإنها تعد أصغر قليلا من ولاية مونتانا. يبلغ طول الحدود الإجمالي 3621 كم والساحل 2,389 كم.

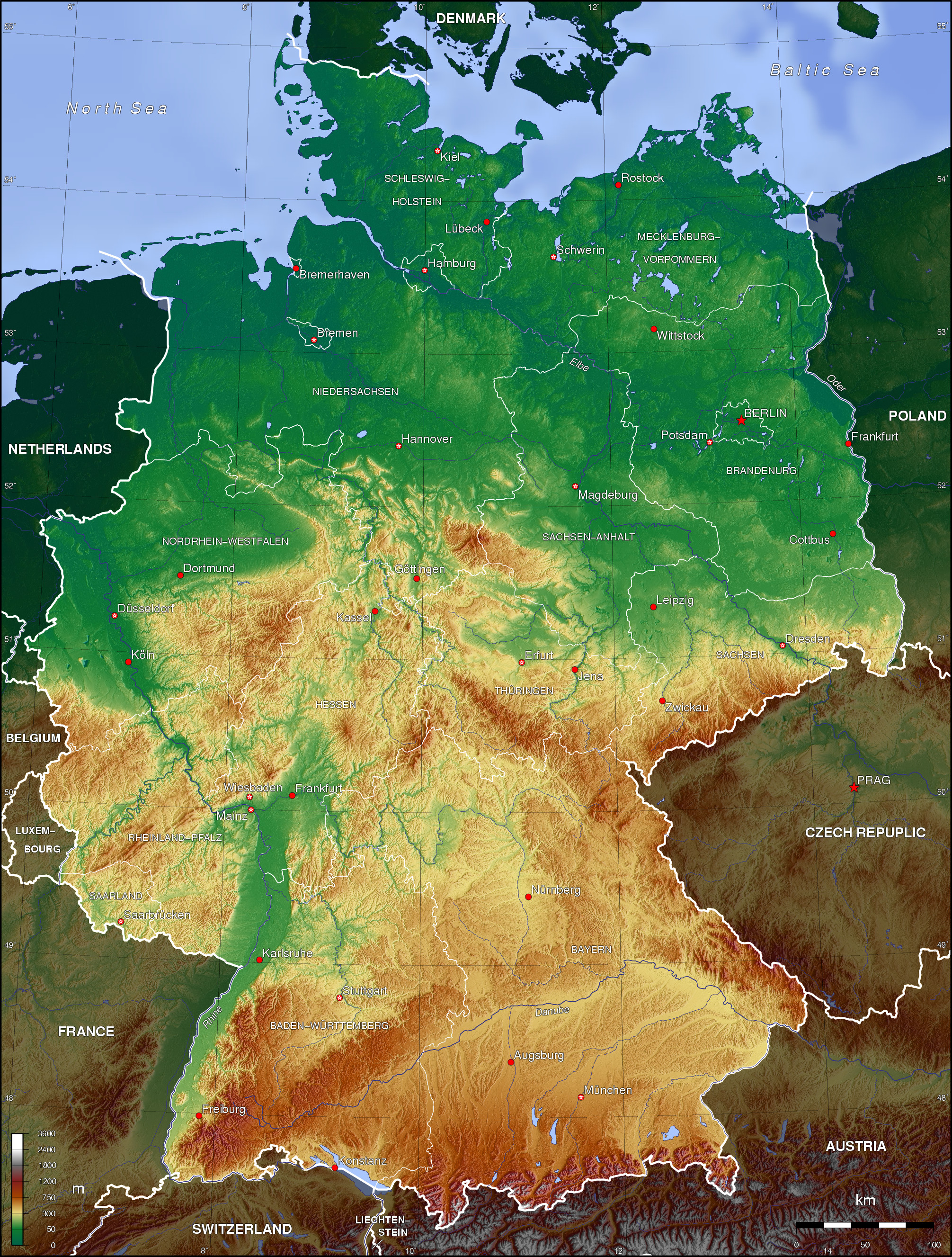
صورة طوبوغرافية لألمانيا

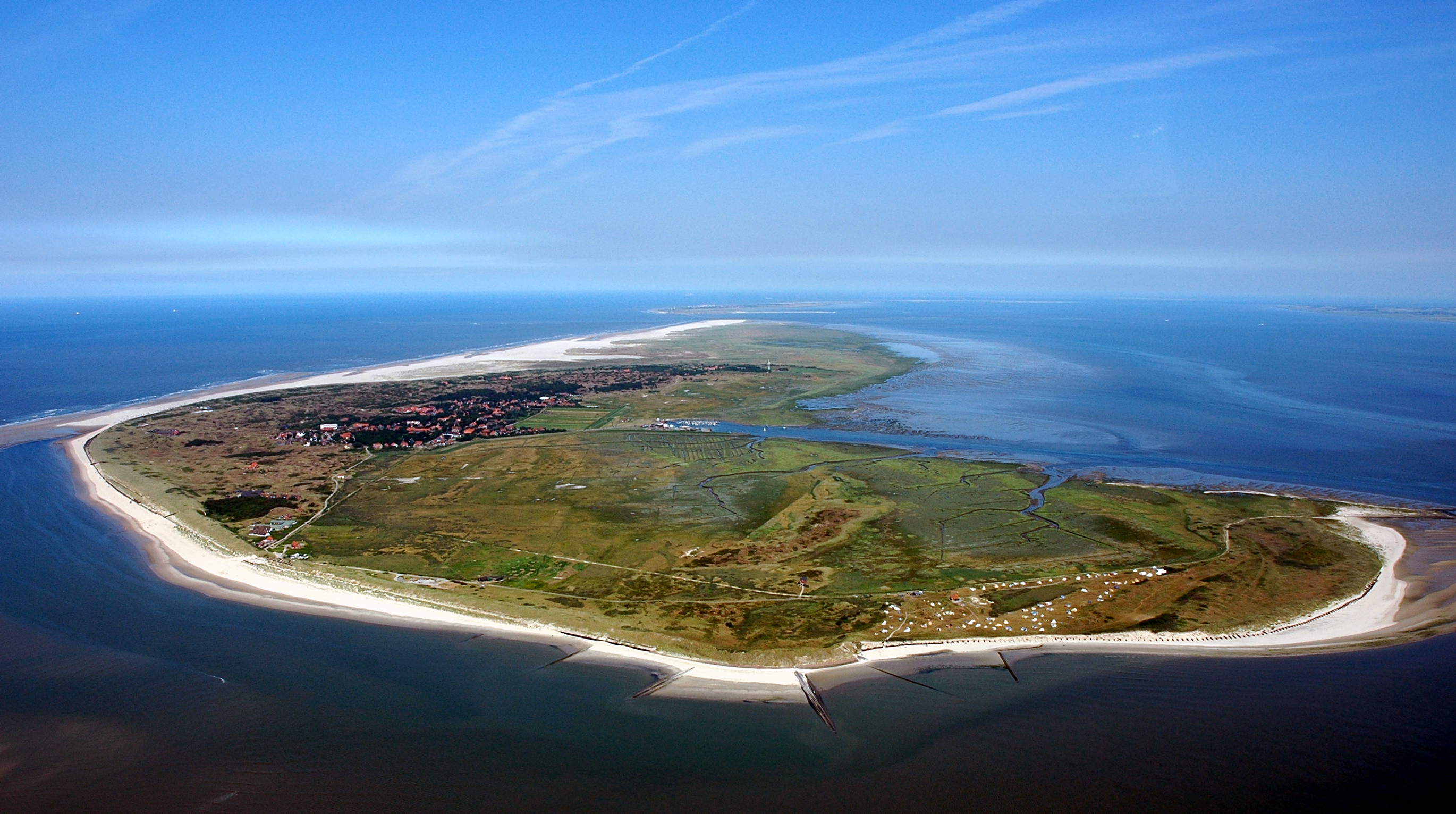
جزيرة «سبيكرأوغ» في بحر الشمال، على ساحل «ولاية سكسونيا السفلى».

تتشارك ألمانيا الحدود مع كثير من البلدان الأوروبية أكثر من أي دولة اوربية أخرى. جيران ألمانيا هم الدنمارك من الشمال، بولنداوتشيكيا عند الحدود الشرقية، النمسا وسويسرا عند الحدود الجنوبية، فرنسا ولوكسمبورغ عند الحدود الجنوبية الغربية وبلجيكا وهولندا عند الحدود الشمالية الغربية. تقع ألمانيا في معظمها بين خطي عرض 47 درجة و 55 درجة شمالا وخطي الطول 5 درجات و 16 درجة شرقا وتبلغ مساحتها 357.021 كم² (137,847 ميل مربع)، مساحة اليابسة منها 349.223 كم² (134,836 ميل مربع) ومساحة المياه 7.798 كم² (3,011 ميل مربع)، وهي سابع أكبر دولة من ناحية المساحة في أوروبا، والثالثة والستين على مستوى العالم، 
يترواح ارتفاعها من أعلى نقطة تقع في جبال الألب وهي تزوغشبيتسا 2.962 متر (9,718 قدم) في الجنوب إلى سواحل بحر الشمال في الشمال الغربي وبحر البلطيق في الشمال الشرقي. بين المرتفعات التي تغطيها الغابات في وسط ألمانيا والأراضي المنخفضة في شمال ألمانيا تقع أخفض نقطة وهي ويلسترماش 3.54 متر/(11.6 قدم) تحت مستوى سطح البحر، حيث تعبر منها الأنهار الرئيسية مثل نهر الدانوب والراين وإلبه، كما توجد الأنهار الجليدية في منطقة جبال الألب. الموارد الطبيعية الهامة تشمل خام الحديد، الفحم، البوتاس، الأخشاب، الليجنيت، اليورانيوم، النحاس، الغاز الطبيعي، الملح، النيكل، والأراضي الصالحة للزراعة والمياه.

### المناخ

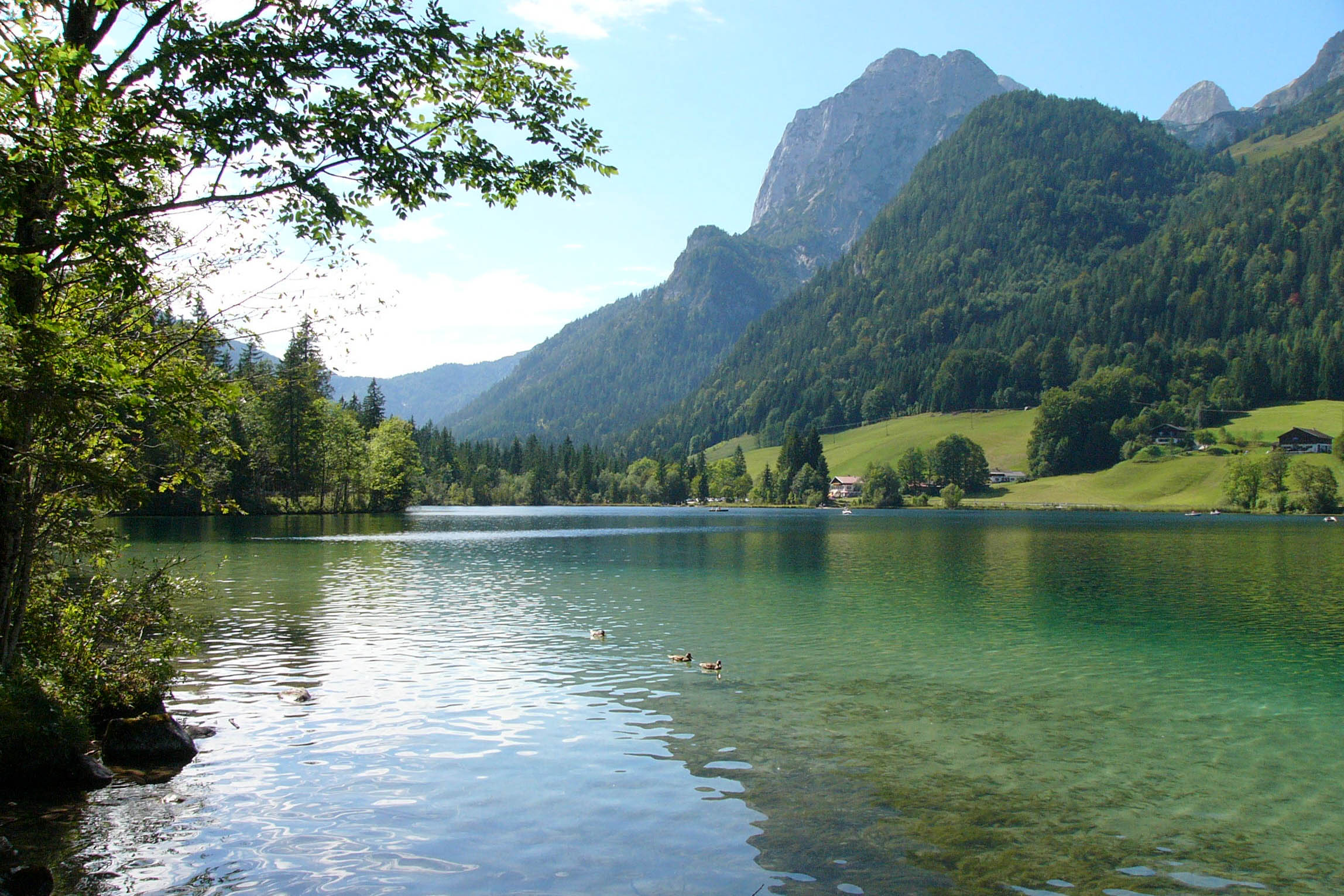
منظر لجبال الألب في ولاية بافاريا في الجنوب.

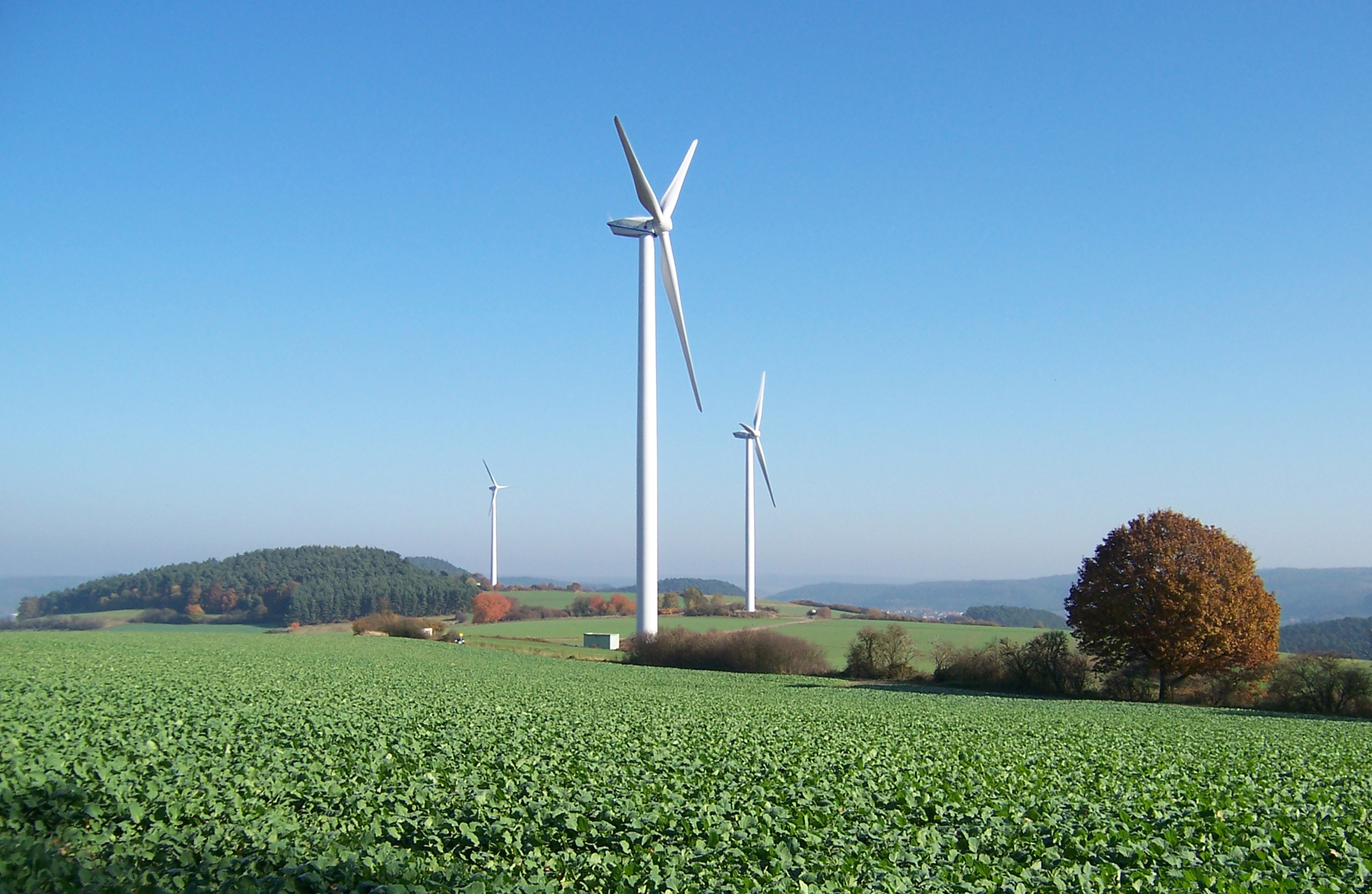
توليد الكهرباء بقوة الرياح في شمال ألمانيا.

معظم أنحاء ألمانيا تتمتع بمناخ معتدل حيث تسود رياح غربية رطبة. يتلطف هذا المناخ بتيارات المحيط الأطلسي الذي هو الامتداد الشمالي للتيار الخليج. هذه الأكثر دفئا تؤثر على المناطق التي تحد بحر الشمال بما فيها شبه جزيرة يوتلاند والمنطقة المحاية لنهر غاين الذي يصب في بحر الشمال. لهذا يكون المناخ في الشمال الغربي والشمال محيطي. وتتساقط الأمطار على مدار السنة وتكون غزيرة خلال الصيف. فصول الشتاء تكون معتدلة وفصول الصيف تميل إلى البرودة مع ان درجات الحرارة يمكن أن تتجاوز ال 30 درجة لفترات طويلة. من جهة الشرق يكون المناخ قاريا أكثر إذ ان فصل الشتاء يكون باردا جدا في حين فصل الصيف يكون دافئا ويمكن أن تسجل فترات جفاف طويلة. ان مناطق ألمانيا الجنوبية والوسطى هي مناطق متقلبة حيث تتغير من محيطية معتدلة إلى قارية. ومجددا يمكن لدرجات الحرارة ان تتخطى ال 30 درجة مئوية. (86 درجة فهرنهايت).
كلما اتجهنا شرقا يبرز المناخ القاري، يمكن للشتاء أن يكون باردا جدا والصيف حارا جدا، كما أن فترات الجفاف طويلة ومتكررة. مناطق وسط وجنوب ألمانيا تمر بمرحلة مناخية انتقالية تتباين بين معتدلة وقارية.
بالإضافة إلى المناخات البحرية والقارية التي تسيطر على معظم أنحاء البلاد، مناطق جبال الألب في أقصى الجنوب، وبدرجة أقل، بعض مناطق المرتفعات الوسطى الألمانية لديها المناخ الجبلي الذي يتميز بانخفاض درجات الحرارة وزيادة في هطول الأمطار.
| البيانات المناخية لـألمانيا                                        | البيانات المناخية لـألمانيا | البيانات المناخية لـألمانيا | البيانات المناخية لـألمانيا | البيانات المناخية لـألمانيا | البيانات المناخية لـألمانيا | البيانات المناخية لـألمانيا | البيانات المناخية لـألمانيا | البيانات المناخية لـألمانيا | البيانات المناخية لـألمانيا | البيانات المناخية لـألمانيا | البيانات المناخية لـألمانيا | البيانات المناخية لـألمانيا | البيانات المناخية لـألمانيا |
| الشهر                                                              | يناير                       | فبراير                      | مارس                        | أبريل                       | مايو                        | يونيو                       | يوليو                       | أغسطس                       | سبتمبر                      | أكتوبر                      | نوفمبر                      | ديسمبر                      | المعدل السنوي               |
| ------------------------------------------------------------------ | --------------------------- | --------------------------- | --------------------------- | --------------------------- | --------------------------- | --------------------------- | --------------------------- | --------------------------- | --------------------------- | --------------------------- | --------------------------- | --------------------------- | --------------------------- |
| متوسط درجة الحرارة الكبرى °م (°ف)                                  | 2.0 (35.6)                  | 3.4 (38.1)                  | 7.5 (45.5)                  | 12.1 (53.8)                 | 17.2 (63.0)                 | 20.4 (68.7)                 | 22.0 (71.6)                 | 21.9 (71.4)                 | 18.4 (65.1)                 | 13.1 (55.6)                 | 6.9 (44.4)                  | 3.2 (37.8)                  | 12.3 (54.2)                 |
| متوسط درجة الحرارة الصغرى °م (°ف)                                  | −3.0 (26.6)                 | −2.5 (27.5)                 | 0.0 (32.0)                  | 3.0 (37.4)                  | 7.3 (45.1)                  | 10.6 (51.1)                 | 12.3 (54.1)                 | 12.0 (53.6)                 | 9.3 (48.7)                  | 5.7 (42.3)                  | 1.6 (34.9)                  | −1.5 (29.3)                 | 4.6 (40.2)                  |
| الهطول مم (إنش)                                                    | 46 (1.8)                    | 43 (1.7)                    | 34 (1.3)                    | 24 (0.9)                    | 24 (0.9)                    | 24.3 (0.96)                 | 24 (0.9)                    | 27 (1.1)                    | 43 (1.7)                    | 54 (2.1)                    | 54 (2.1)                    | 60 (2.4)                    | 457.3 (17.86)               |
| المصدر: الإحصائية المجمعة للمناخ في ألمانيا ما بين عامي 1961-1990. |                             |                             |                             |                             |                             |                             |                             |                             |                             |                             |                             |                             |                             |

### التنوع الحيوي

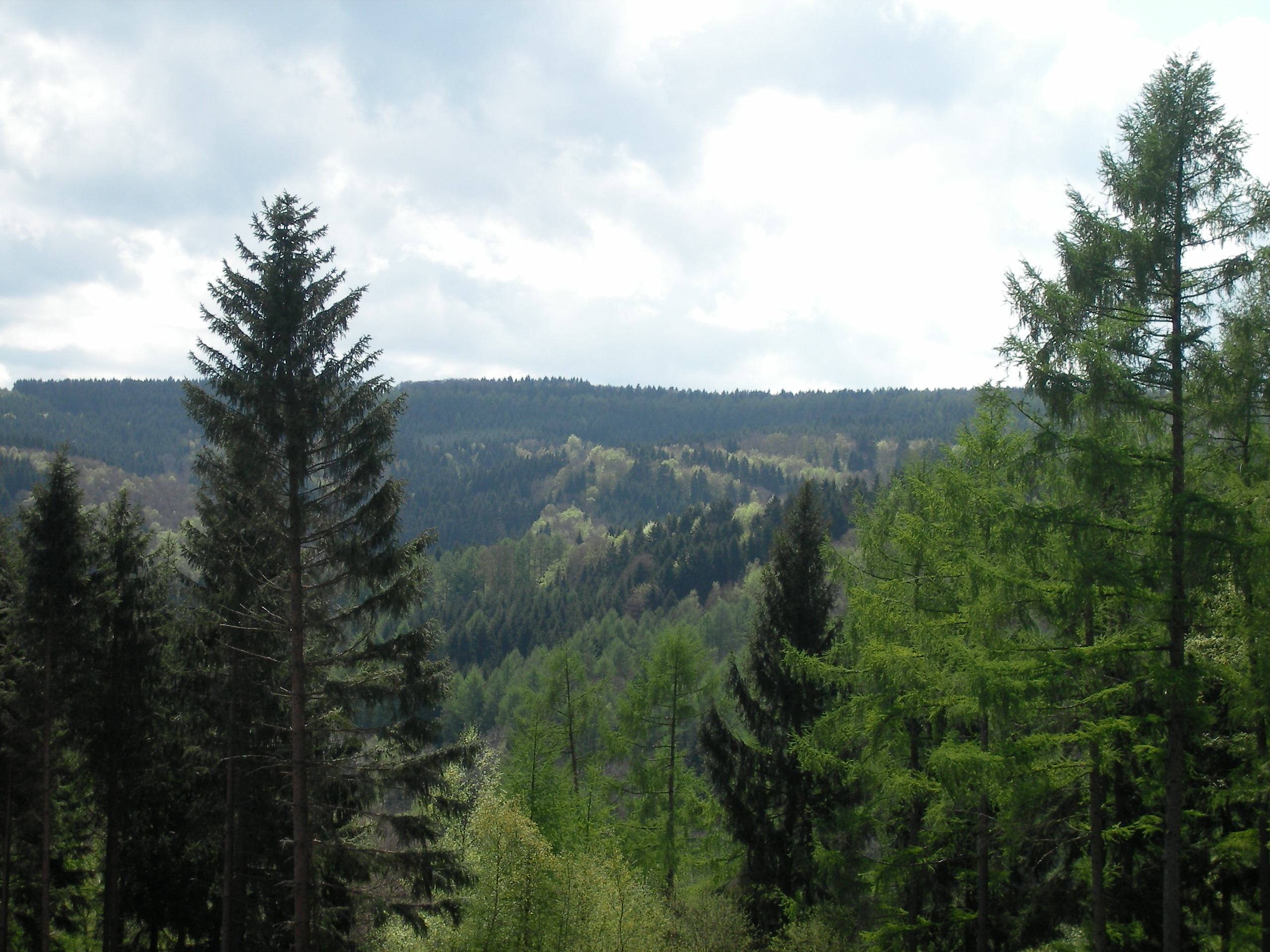
الغابات تغطي حوالي ثلث مساحة ألمانيا

بالنسبة للتنوع الجغرافي للنباتات تنقسم ألمانيا ما بين الأقاليم الأوروبية الأطلسية والأقاليم الأوروبية الوسطى الملتفة حول المملكة البوريالية. منطقة ألمانيا يمكن أن تنقسم إلى منطقتان بيئيتان:
الغابات المختلطة الاورو-متوسطية الجبلية وسلسلة شمال شرق المحيط الأطلسي البحرية. معظم أنحاء ألمانيا تغطيها الأراضي الصالحة للزراعة (33%)، والأراضي الغابية المشجرة (31%)، بينما لا تشكل المراعي الدائمة سوى 15%.
النباتات والحيوانات هي تلك الشائعة عموماً في أوروبا الوسطى. اشجار البلوط والأشجار ذات البذور تشكل ثلث الغابات. اشجار الراتينغ والتنوب تسود في الجبال العليا بينما توجد اشجار صنوبر في التربة الرملية.

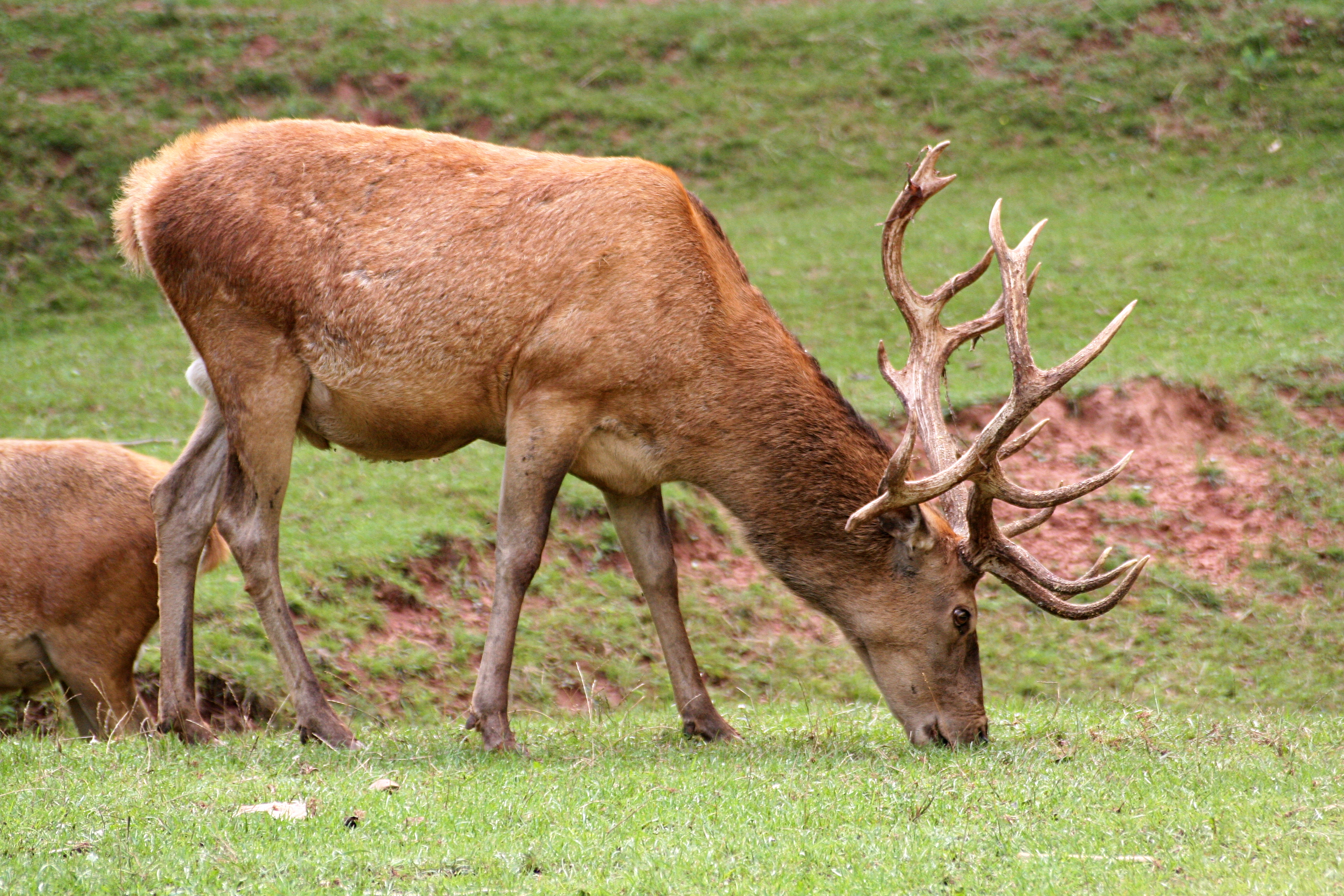
الأيل في غابات ألمانيا.

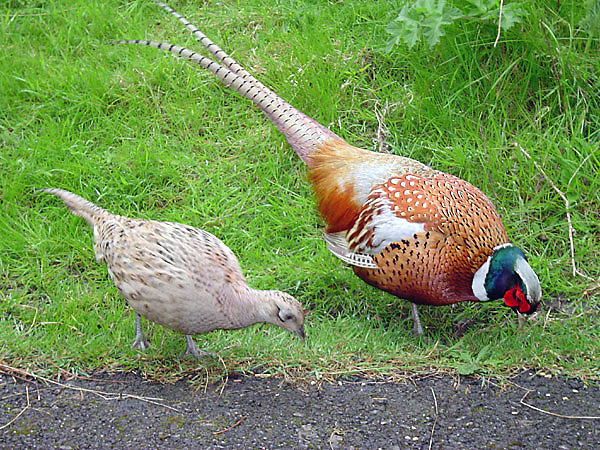
طائر التدرج

يوجد الكثير من الورود والفطريات والطحالب. تنحصر الأسماك في الأنهار وفي بحر الشمال.الحيوانات البرية تتضمن الغزلان من نوع يحمور أوروبي والأيل والخنازير البرية ودجاج التدرج والأرانب البرية والثعالب والقط البري من نوع لوكس وأنواع كثيرة من السناجب. طيور مهاجرة متنوعة تعبر ألمانيا في الربيع والخريف. وتعطي حكومات الولايات تصريحات للصيد بحيث تحافظ على وجود أعداد معينة من كل نوع، ويبلغ عدد لحيوانات والطيور التي قد اصطيدت عام 2010 ما يزيد عن مليون حيوان، ويمثل ذلك ازدياد عن عن نحو 600 ألف حيوان اصطيدت في عام 2007. كما تعطي حكومات الولايات تصاريحا لصيد الأسماك في الأنهار والبحيرات بشروط دقيقة، ويعاقب القانون من يخالفها.
المتنزهات الوطنية في ألمانيا تشمل منتزة بحر وادن الوطني، منتزة جاسموند الوطني، منتزة منطقة فوربوميرن لاجون الوطني، منتزة موريتز الوطني، منتزة وادي اودر الأسفل الوطني، منتزة هارز الوطني، منتزة سكسونيا سويسرا الوطني ومنتزة غابة بافاريا الوطني.
ألمانيا معروفة بامتلاكها العديد من حدائق الحيوان، محميات الحياة البرية، الأحواض المائية وحدائق الطيور. أكثر من 400 حديقة مسجلة للحيوانات تعمل في ألمانيا، والذي يعتقد أنه أكبر عدد من الحدائق الموجودة في بلد واحد في العالم. حديقة حيوان برلين هي أقدم حدائق الحيوانات في ألمانيا، وتمتلك أكبر مجموعة شاملة من المخلوقات في العالم.

### البيئة

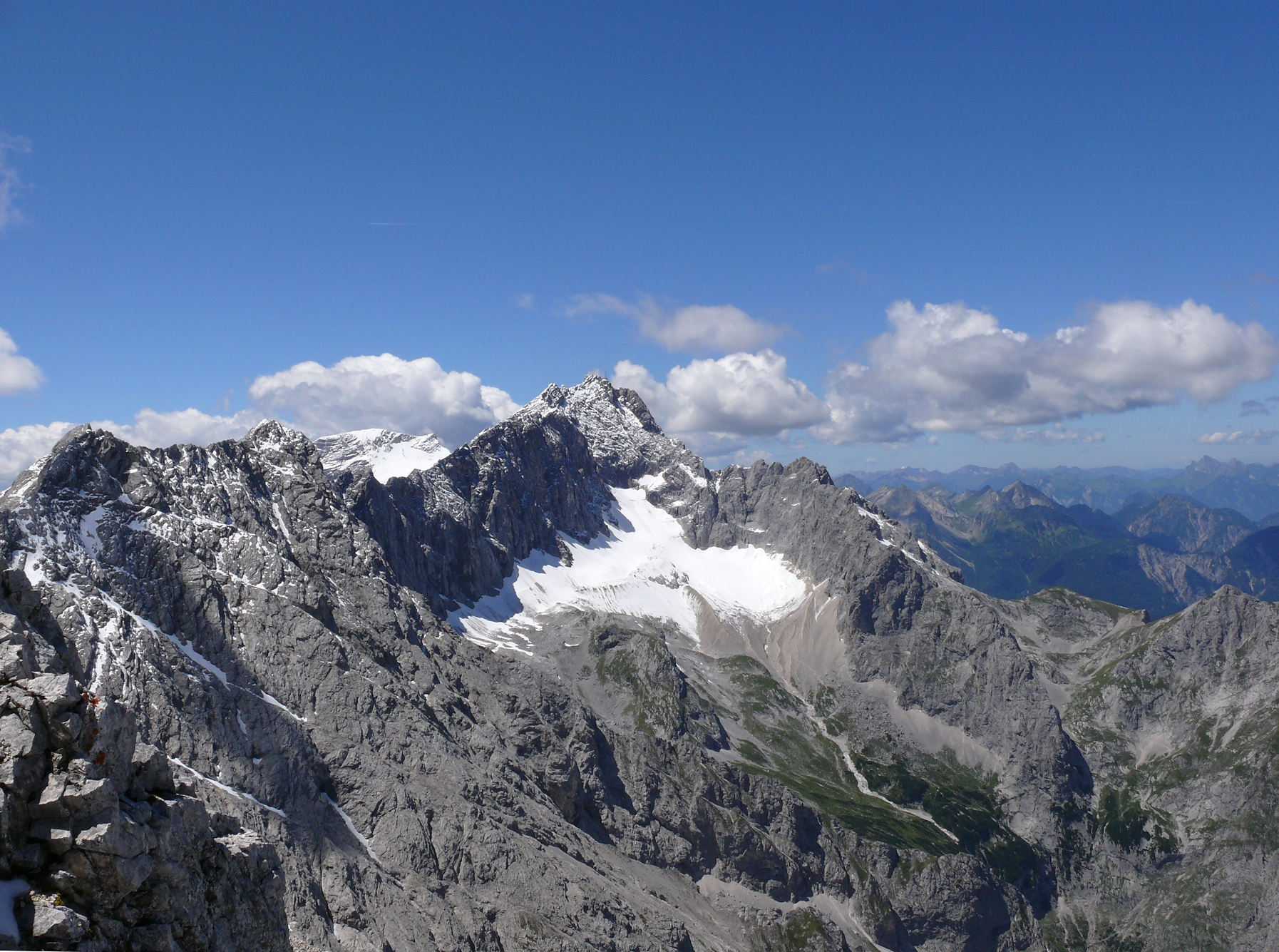
القمة الشهيرة «تسوغشبيتزه» في جبال الألب.

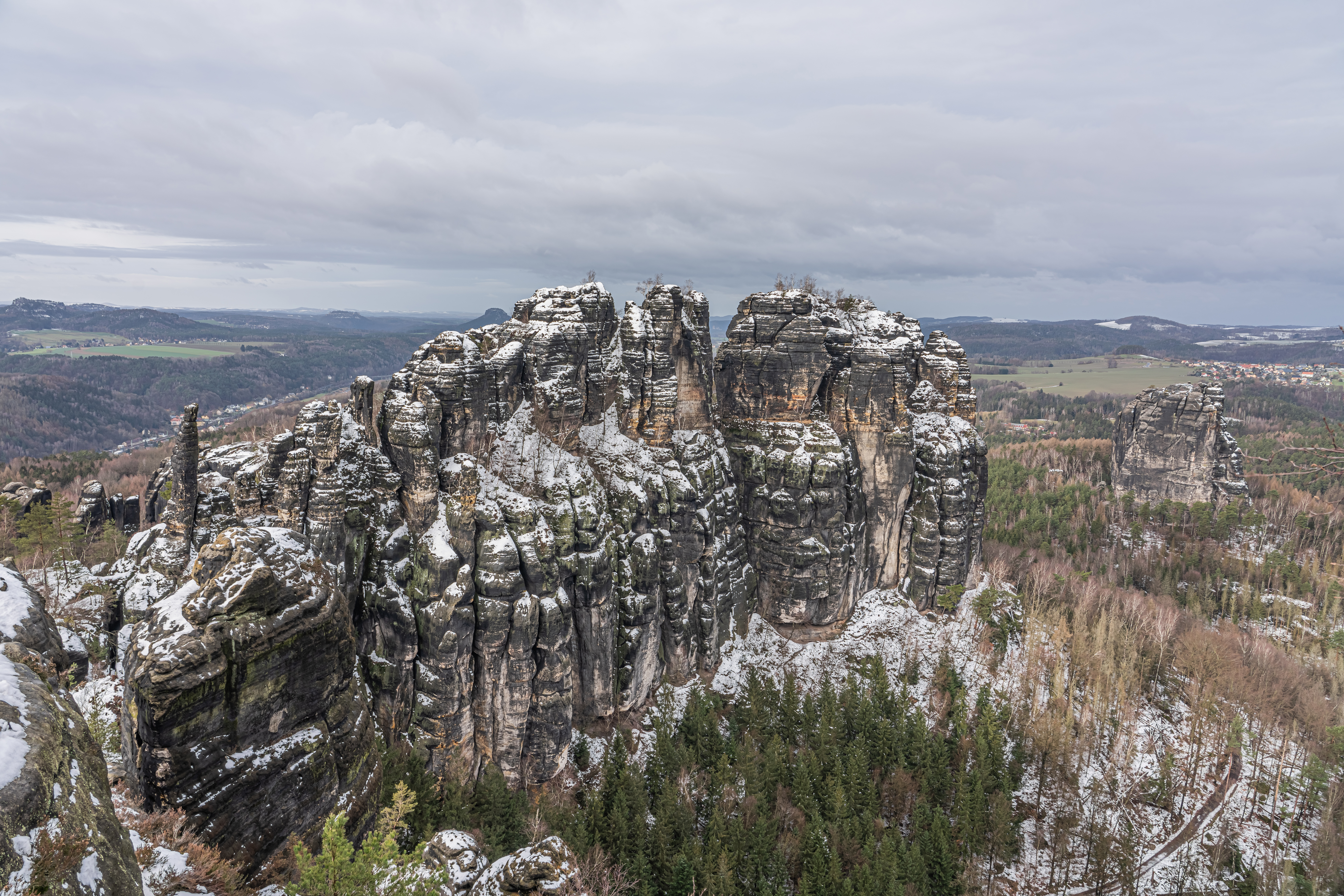
جبال إلبساند.

ألمانيا معروفه بوعيها البيئي العالي. حيث أن معظم الالمان ينظرون للأسباب البشرية بأنها عامل مهم في ارتفاع درجة حرارة الأرض. الدولة الألمانية لها دور ريادي على المستوى العالمي في سياسات المناخ والطاقة حيث أنها ملتزمة باتفاقية كيوتو ومعاهدات أخرى عديدة لتعزيز التنوع البيولوجي، معايير الانبعاثات الكربونية منخفضة، إعادة التدوير، استخدام الطاقة المتجددة النظيفة والكفائة في استخدامها وتدعم التنمية المستدامة على المستوى العالمي.
وقد شرعت الحكومة الألمانية بتنفيذ برامج واسعة النطاق للحد من الانبعاثات حيث أن الانبعاثات الشاملة للبلاد آخذة في الهبوط. على سبيل المثال، منذ 1964، تم تنظيم تلوث الهواء في ألمانيا بواسطة تشريعات قانونية صارمة. ومع ذلك تظل معدلات انبعاثات ثنائي أكسيد الكربون في ألمانيا للفرد هي من بين أعلى المعدلات في الاتحاد الأوروبي باعتبارها أكبر الاقتصادات الأوروبية والثالثة على مستوى العالم، رغم ذلك تظل أيضاً أقل بكثير من تلك المعدلات في أستراليا وكندا والمملكة العربية السعودية والولايات المتحدة.
الانبعاثات من المرافق التي تعمل بحرق الفحم والصناعات المساهمة في تلوث الهواء. الأمطار الحمضية الناتجة عن انبعاثات ثاني أكسيد الكبريت، تتسبب بتلف الغابات الألمانية. تم تخفيض التلوث في بحر البلطيق من مياه المجارير والنفايات الصناعية السائلة من الأنهار في ألمانيا الشرقية سابقا. وأعلنت الحكومة في ظل حكم المستشار غيرهارد شرودر نيتها لوضع حد لاستخدام الطاقة النووية لإنتاج الكهرباء. ألمانيا تعمل على الوفاء بالتزاماتها في الاتحاد الأوروبي في مجالات الحفاظ على المحميات الطبيعية والحيوانات المهددة بالانقراض في الاتحاد الأوروبية. الأنهار الجليدية في ألمانيا في منطقة جبال الألب معرضة للخطر. المخاطر الطبيعية مثل فيضانات الأنهار في فصلي الربيع ورياح عاصفة تحدث في جميع المناطق.